# CR-39
CR-39 или аллилдигликолькарбонат (АДК) — пластик, широко используемый в качестве материала линз для очков. Аббревиатура CR обозначает название проекта разработки термоактивных пластмасс — «Columbia Resin», в котором формула АДК была тридцать девятой по счёту.
Впервые мономер CR-39 использовался при создании топливного бака из стеклопластика для бомбардировщика B-17 во время Второй Мировой войны, что позволило уменьшить вес и увеличить дальность его полёта. В 1947 году компания «Armorlite Lens» из Калифорнии впервые изготовила линзы для очков из пластика CR-39. Данный материал имеет показатель преломления 1,498 и число Аббе — 58. CR-39 является зарегистрированным товарным знаком компании PPG Industries.
CR-39 также используется в дозиметрии для измерения одного из видов ионизирующего излучения — нейтронного излучения.
Не следует путать CR-39 с поликарбонатом — упругим гомополимером, получаемым из бисфенола А.

## Синтез
CR-39 получают путём полимеризации диэтиленгликоль-бис-аллилкарбоната (АДК) при участии диизопропилпероксидикарбоната (ИПП) в качестве инициатора. Присутствие аллильных групп позволяет полимеру формировать поперечные связи, что делает его реактопластом. Мономерная структура:

Мономер

Время полимеризации АДК при участии ИПП — примерно 20 часов при максимальной температуре 95 °C. Поддержание нужной температуры обеспечивается водяной ванной или принудительной циркуляцией горячего воздуха.
В качестве альтернативы ИПП для полимеризации АДК может использоваться бензоила пероксид (БПО). Чистый БПО имеет кристаллическую структуру и менее летуч чем диизопропилпероксидикарбонат. В результате использования БПО получается полимер с более высоким показателем желтизны. При комнатной температуре пероксид растворяется в АДК дольше чем ИПП.

## Свойства
CR-39 прозрачен в видимом спектре и почти полностью непрозрачен в ультрафиолетовом диапазоне. Из всех видов оптического пластика без покрытия, CR-39 наиболее устойчив к истиранию и царапинам. Плотность CR-39 составляет примерно половину плотности стекла, при этом его показатель преломления лишь ненамного ниже, чем у крон-стекла, а высокое число Аббе обеспечивает низкие хроматические аберрации, что дает значительное преимущество при изготовлении медицинских и солнцезащитных очков. Окрашивание линз в разные цвета осуществляется как путём нанесения красителей на поверхность готовых линз, так и путём добавления красителей в материал при их производстве. CR-39 устойчив к воздействию большинства растворителей и других химикатов, гамма-излучению, не подвержен старению и «усталости материала». В отличие от стекла, выдерживает попадание искр от сварки. Сохраняет все свойства при непрерывном воздействии температур до 100 °C, и до одного часа при температуре 130 °C.
Прямой аналог CR-39 производится компанией Acomon AG под торговой маркой RAV, а также китайской компанией Danyang Yueda FineChemichal Co. Ltd.